# دفتر مشق
دفتر مشق یک مجموعه تلویزیونی محصول سال ۱۳۸۸ به کارگردانی کریم سربخش و تهیه کنندگی مجید عباسی است.

## داستان
ماجراهای این سریال در یک دفتر فیلمسازی اتفاق می افتد که در هر قسمت با توجه به نوع فعالیت این دفتر با طرح یک قصه طنز و روابط کاری بین تهیه کننده و کارگردان و ... یک موضوع اجتماعی و اخلاقی را طرح و به نقد می گذارد.

## بازیگران
- نصرالله رادش
- فرهاد جم
- مونا فرجاد
- فرهاد بشارتی
- ملکه رنجبر
- معصومه کریمی
- نعیمه نظام دوست
- هما خاکپاش
- کامران فیوضات